# João de Nadegi
João Victor Queiroz do Nascimento (Recife, 23 de maio de 1983), é um advogado e político brasileiro. É deputado estadual de Pernambuco pelo PV.

## Biografia
João de Nadegi ocupa pela primeira vez uma cadeira na câmara estadual. Ele foi eleito em 2022, com 29.019 votos.